# Abutilon dugesii
Abutilon dugesii är en malvaväxtart som beskrevs av S. Wats. Abutilon dugesii ingår i släktet klockmalvor, och familjen malvaväxter. Inga underarter finns listade i Catalogue of Life.